# Ronetta Smith
Ronetta Jamilah Smith (ur. 2 maja 1980 w Kingston) – jamajska lekkoatletka specjalizująca się w długich biegach sprinterskich, uczestniczka letnich igrzysk olimpijskich w Atenach (2004), brązowa medalistka olimpijska w biegu sztafetowym 4 x 400 metrów (startowała w biegu eliminacyjnym, w finale nie uczestniczyła).

## Sukcesy sportowe
| Rok  | Miasto       | Zawody                                            | Konkurencja        | Wynik         |
| ---- | ------------ | ------------------------------------------------- | ------------------ | ------------- |
| 1996 | San Salvador | Mistrzostwa Ameryki Środkowej i Karaibów juniorów | bieg na 400 m      | srebrny medal |
| 1997 | Bridgetown   | CARIFTA Games juniorów                            | bieg na 400 m      | brązowy medal |
| 2003 | Birmingham   | Halowe mistrzostwa świata                         | sztafeta 4 x 400 m | srebrny medal |
| 2003 | Paryż        | Mistrzostwa świata                                | sztafeta 4 x 400 m | brązowy medal |
| 2004 | Budapeszt    | Halowe mistrzostwa świata                         | sztafeta 4 x 400 m | 5. miejsce    |
| 2004 | Ateny        | Igrzyska olimpijskie                              | sztafeta 4 x 400 m | brązowy medal |
| 2005 | Helsinki     | Mistrzostwa świata                                | sztafeta 4 x 400 m | srebrny medal |
| 2006 | Melbourne    | Igrzyska Wspólnoty Narodów                        | sztafeta 4 x 400 m | 4. miejsce    |
| 2007 | San Salvador | Mistrzostwa NACAC                                 | sztafeta 4 x 400 m | srebrny medal |

## Rekordy życiowe
- bieg na 400 metrów – 51,23 – Carson 22/05/2005
- bieg na 400 metrów (hala) – 52,59 – Fayetteville 24/02/2002